# Ca l'Amiguet
Ca l'Amiguet és una obra del municipi de l'Arboç protegida com a bé cultural d'interès local.

## Descripció
És un edifici de grans proporcions, compost de quatre plantes separades per cornises. Els baixos tenen tres grans portalades d'arc de mig punt, d'elles les dues laterals presenten modificacions i són ocupades per botigues. La central té a la clau una mènsula amb la data 1887, que junt amb altres sostenen les tribunes i el balcó del pis superior. La planta noble presenta, al centre, una gran balconada de ferro forjat d'una sola porta d'arc de mig punt amb clau i dues mènsules que sostenen un timpà. A cada banda hi ha una tribuna de planta poligonal feta de pedra, amb obertures de mig punt i rebaixades i decorada per motius vegetals. La segona planta consta al centre d'un balcó amb porta balconera d'arc semicircular rematat per un timpà decorat. A cada costat i sobre les tribunes de la planta noble es troba un balcó de base poligonal, barana de pedra, portalada de mig punt i timpà, sostingut per mènsules. La tercera i última planta presenta tres cossos verticals que contenen cadascun una finestra coronella. Tot l'edifici és rematat per una sobresortida cornisa i una barana amb balustres de pedra que presenta al centre una estructura corba rematada per una guarnició.

## Història
En el seu origen era una casa senyorial, cada germana vivia en un pis diferent. Posteriorment els baixos es llogaren com a botigues i la resta de l'habitatge fou ocupat per diverses famílies. Els propietaris, malgrat tot, s'han reservat el pis noble. Els baixos de la dreta foren ocupats per la primera merceria de Ca la Casimira anomenada "Cal Seixanta-cinc" que més tard es traslladà a la casa del costat. Més tard s'hi instal·là també la de la Mercedetes, on s'hi venia roba. Cal dir que l'edifici originari no tenia les actuals tribunes, perquè aquestes foren construïdes posteriorment.